# Liste der Kulturdenkmäler in Schlierschied
In der Liste der Kulturdenkmäler in Schlierschied sind alle Kulturdenkmäler der rheinland-pfälzischen Ortsgemeinde Schlierschied aufgeführt. Grundlage ist die Denkmalliste des Landes Rheinland-Pfalz (Stand: 27. Oktober 2023).

## Einzeldenkmäler
| Bezeichnung         | Lage                                | Baujahr                            | Beschreibung | Bild            |
| ------------------- | ----------------------------------- | ---------------------------------- | --- | --------------- |
| Forsthaus           | In der Struth 19 Lage               | zweite Hälfte des 19. Jahrhunderts | Fachwerkhaus, zweite Hälfte des 19. Jahrhunderts                                                                          | Fotos hochladen |
| Evangelische Kirche | Kirchweg Lage                       | 1882                               | neugotischer Saalbau, bezeichnet 1882                                                                                     | Fotos hochladen |
| Anzenfeldermühle    | östlich des Ortes an der B 421 Lage | 19. Jahrhundert                    | Gebäudekomplex einer Mühle mit Sägewerk; Fachwerkwohnhaus, 19. Jahrhundert, Umbau in den 1950er Jahren; ehemalige Ölmühle | BW              |